# Marița (okręg Vâlcea)
Marița – wieś w Rumunii, w okręgu Vâlcea, w gminie Vaideeni. W 2011 roku liczyła 333 mieszkańców.